# Michael Tubridy
Michael (Mick) Tubridy, né en 1935 à Kilrush (Irlande), est un musicien irlandais traditionnel, joueur de tin whistle, d'Irish flute et de concertina. Il fait partie du groupe The Chieftains de 1962 à 1979.

## Biographie
Michael Tubridy est né à Kilrush dans le comté de Clare en 1935. En dehors de ses talents musicaux, il est également ingénieur en génie civil.
Il rencontre Paddy Moloney au milieu des années 1950, et se produit avec lui dans nombre de sessions, concerts ou émissions de radio. Il est l'un des premiers membres de Ceoltóirí Chualann, avec Paddy Moloney, Seán Potts et Martin Fay.
Il participe en 1962 à la formation du groupe de musique irlandaise traditionnelle The Chieftains, au sein duquel il joue du tin whistle, de la flûte irlandaise et du concertina. 
Il quitte le groupe en 1979 pour s'investir dans sa carrière d'ingénieur, carrière qu'il mène jusqu'en 1993, après avoir été responsable de la conception du gros œuvre des bâtiments administratifs de Merrion Street (Dublin) et du terminal passagers de l'aéroport de Dublin. En 1994, il redessine le Léviathan de Parsonstown, situé à Birr dans le comté d'Offaly, qui fut achevé en 1997.

## Discographie
Seán Ó Ríada et Ceoltóirí Chualann
- The Playboy of the Western World - 1961 ;
- Reacaireacht an Riadaigh - 1963/2001 ;
- Ceol Na uAsal Music of the Nobles -  1970/2001 ;
- Ding Dong - 1967/2002 ;
- Ó Ríada sa Gaiety le Seán Ó - 1970/1988 ;
- Ó Ríada - 1971/1996.

The Chieftains
- 1963 Chieftains 1 ;
- 1969 Chieftains 2 ;
- 1971 Chieftains 3 ;
- 1973 Chieftains 4 ;
- 1975 Chieftains 5  ;
- 1975 Barry Lyndon ;
- 1977 Chieftains 7 ;
- 1977 Chieftains Live ;
- 1977 Bonaparte's Retreat ;
- 1978 Chieftains 8.

Autres participations
- The Totally Tin Whistle ;
- Set dances of Ireland, volume 1 ;
- Dolly McMahon - 1965 ;
- The Castle Ceili Band avec The Castle Céilí Band - 1973 ;
- Irish Traditional Pub Music avec Castle Ceili Band - 1973 ;
- Carolan's Receipt, volume 1 avec Derek Bell - 1975/1999 ;
- The Eagle's Whistle - 1979 ;
- Claddagh's Choice - 1984 ;
- Collections - 1989 ;
- Best of the Chieftains - 1992 ;
- Film Cuts - 1996 ;
- Legends of Ireland - 1998 ;
- Real Irish Christmas - 1999 ;
- The Very Best of the Claddagh Years (The Chieftains Collection) - 1999 ;
- The Very Best of the Claddagh Years, volume 2 (The Chieftains Collection) - 1999 ;
- Wedding & Love Songs... -  20000 ;
- Comme par enchantement (Gilles Poutoux) - 2012.